# Gangliosidose
 Mise en garde médicale
La gangliosidose généralisée est une maladie des mammifères qui se transmet de manière autosomique récessive.

## Types
- La gangliosidose généralisée ou gangliosidose à GM1 est une maladie qui entraîne un déficit en bêta-galactosidase.
- La gangliosidose à GM2 est une maladie qui entraîne un déficit en bêta-hexosaminidase.